# 盆架树
盆架树（学名：Winchia calophylla）为夹竹桃科盆架树属下的一个种。